# San Nazzaro Val Cavargna

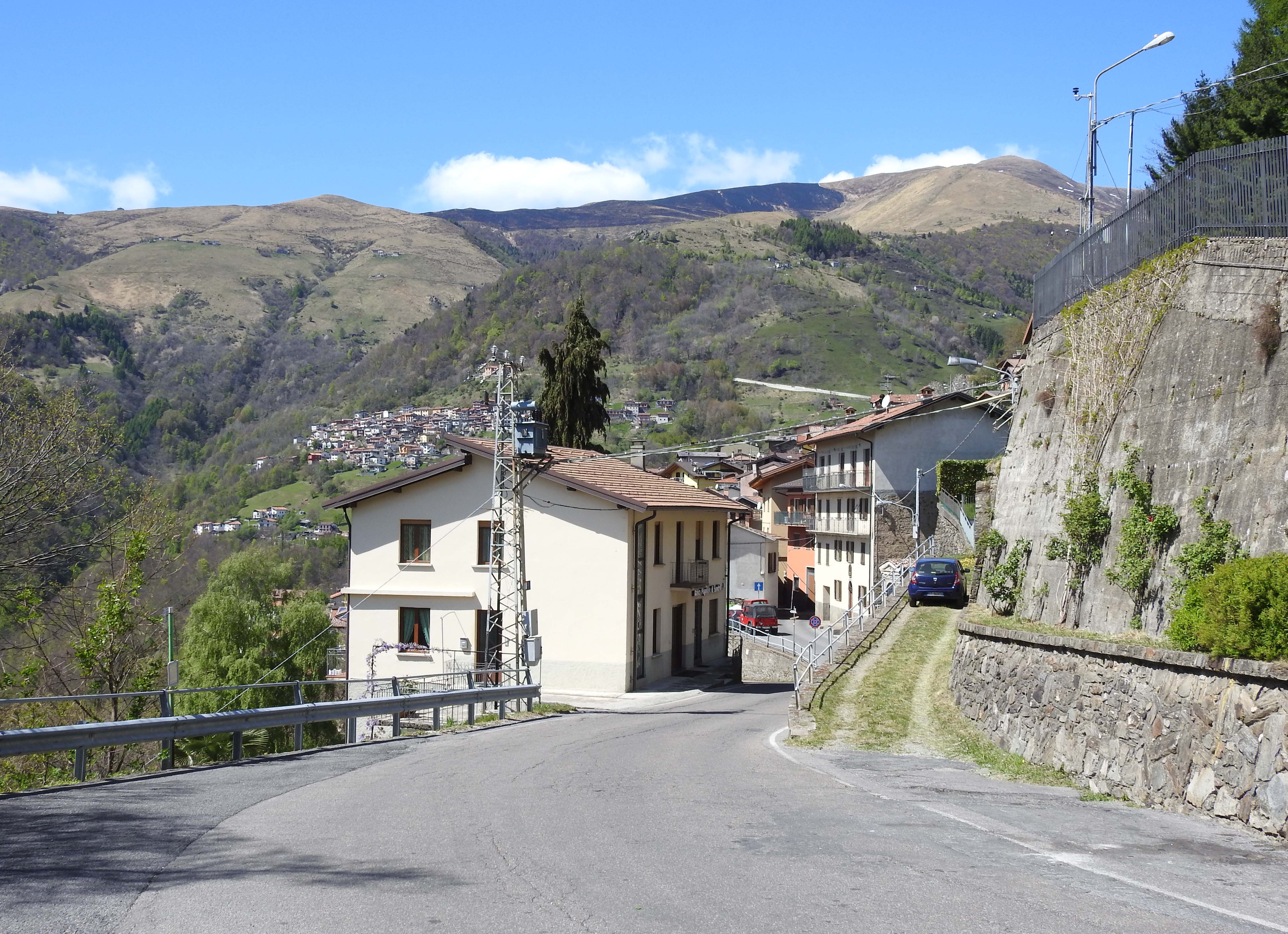
San Nazzaro Val Cavargna von Osten

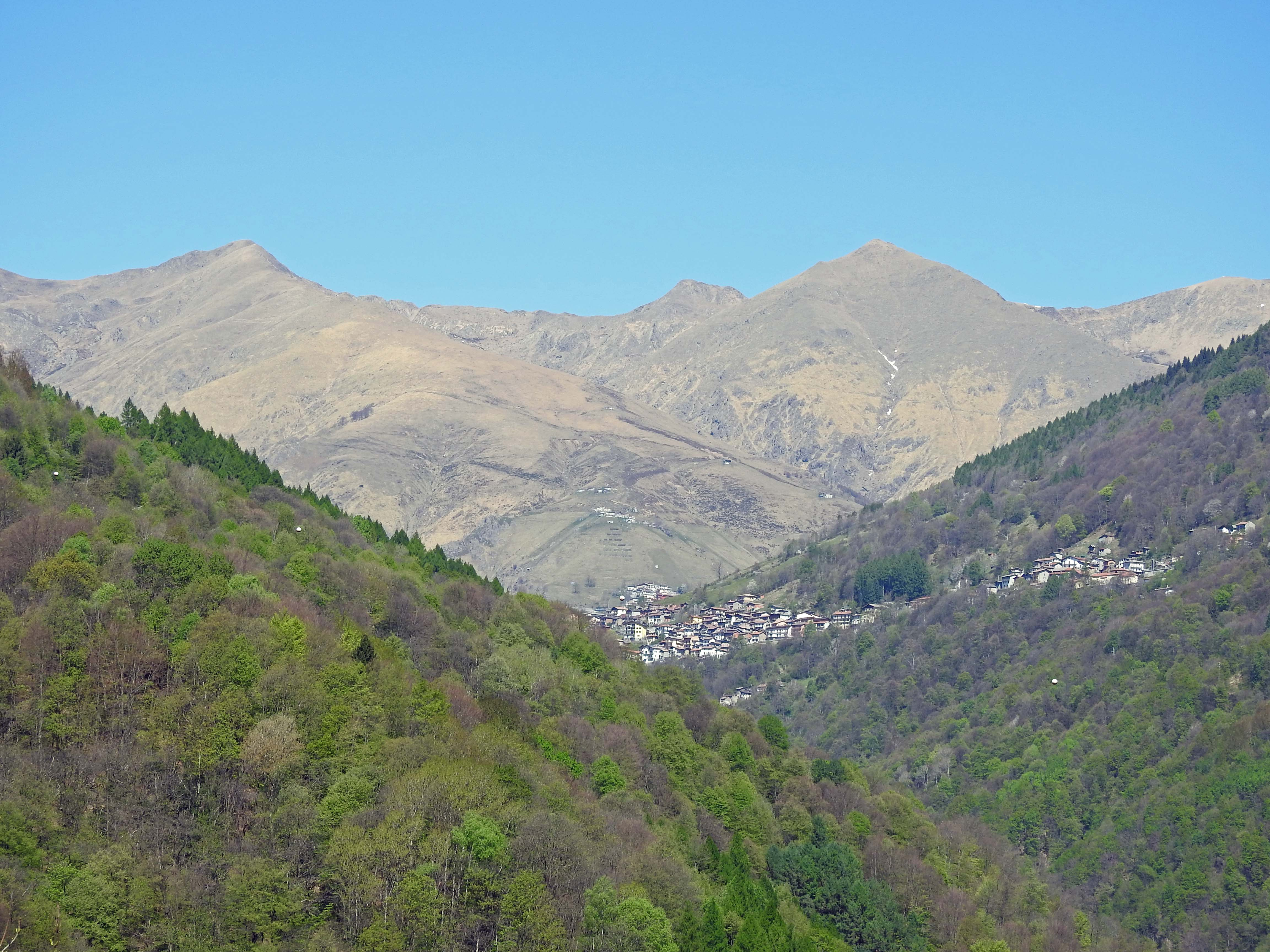
San Nazzaro Val Cavargna von Cusino aus

San Nazzaro Val Cavargna ist eine norditalienische Gemeinde mit 262 Einwohnern (Stand 31. Dezember 2023) in der italienischen Provinz Como in der Region Lombardei.

## Geographie
San Nazzaro Val Cavargna liegt im Val Cavargna zwischen Cavargna und San Bartolomeo Val Cavargna nahe der Schweizer Grenze. Die bedeckt eine Fläche von 12,99 km² und befasst die Fraktionen: Sant’Antonio, Cardè, Burena, Rovolè, San Giovanni, Forni Vecchi, Crevegno, Bubegno, Piazza Vacchera und Tegnivo. 
Die Nachbargemeinden sind Carlazzo, Cavargna, Garzeno, Gravedona ed Uniti, San Bartolomeo Val Cavargna, Bellinzona (CH-TI) und Val Rezzo.

## Geschichte
Zur Zeit des Herzogtums Mailand gehörte die Gemeinde San Nazzaro zur Pfarrei von Porlezza.
Zur Zeit von Maria Theresia von Österreich war San Nazzaro ein wichtiges Bergbau- und Eisenhüttenzentrum des Herzogtums Mailand.
Die Politik der administrativen Neuordnung des Königreichs Italien durch Napoleon Bonaparte führte 1812 zu einer Vergrößerung der territorialen Grenzen von San Nazzaro, zu der die Gemeinden Cavargna und San Bartolomeo hinzukamen. Nach dem Sturz Napoleons wurde der Zusammenschluss jedoch mit der Aktivierung der Gemeinden der Provinz Como des Königreichs Lombardo-Venetien durch die Österreich-Ungarn aufgehoben.
Im Jahr 1863 wurde der Name "San Nazzaro" in "San Nazzaro Val Cavargna" geändert.

## Bevölkerungsentwicklung
- Vorläufige Fusion mit Cavargna und San Bartolomeo im 1812
- Fusion mit San Bartolomeo während der Fascismo beschlossen
- Zwischen 1928 und 1950 bildeten San Nazzaro Val Cavargna und San Bartolomeo Val Cavargna eine einzige Gemeinde.

## Sehenswürdigkeiten
- Kirche Santi Nazaro und Celso[2]
- Kirche Sant’Antonio Abate mit Fresko an der Fassade[3]